# Пнівський замок
Пнівський замок — замок, розташований на південно-західній околиці міста Надвірна Надвірнянського району Івано-Франківської області на межі Гуцульщини і Покуття.

## Історія
У кінці XIV ст. польський князь Володислав Опольський за "відданість польській короні та вірну службу" надав привілей на володіння значною частиною Покуття аж до берегів Чорної Бистриці магнатському роду Куропатва, що мав угорське походження. На Прикарпатті  пролягав торговельний шлях уздовж Страгори, цей дворянський рід почав зводити свій замок.  Точної дати завершення будівництва немає.
Замок слугував  митним постом. Інтенсивна торгівля тривала з Угорщини вздовж Закарпаття через Пнів і далі до Галича, Львова та Кракова. Так до цих місцин почали прибувати нові люди, які  заснували місто Надвірна. 
1668 року Пйотр Куропатва для відновлення замку отримав рішенням сеймику шляхти Галицької землі 1000 злотих. Часті перебудови, зміна господарів та зміна державних кордонів і напрямків торгових шляхів, розвиток військової техніки вели до поступового занепаду замку — він втрачає значення, важливого військового пункту і помітної оборонної одиниці. 
У 1745 році замок придбала родина магнатів Сенявських, пізніше — Цетнерів. 
Останні мешканці, чи ті, котрі тут служили, перебували в замку, ймовірно, до кінця XVIII століття А на початку XIX століття замок повністю спорожнів і його навіть починають розбирати. 
В радянські часи охоронялась як пам'ятка архітектури Української РСР (№ 240).

## Військова історія
- Опришки вчинили в 1621 році  перший успішний напад на пнівську твердиню: замок захопили і частково зруйнували.
- Замок був взятий та сильно зруйнований повстанцями під командуванням Семена Височана восени 1648 року.[5]
- в 1676 році турецько - татарський напад виявився особливо руйнівним для Галичини: впало 13 замків, спустошили Манявський скит і  Галич. Турки сильно взяли в облогу замок, однак  оволодіти так і не змогли.

## Забудова замку

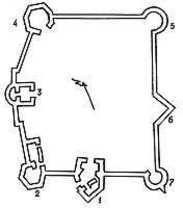
Схема

Пнівський замок будували з великих тесаних брил карпатського гірського сірого каменю руками місцевих селян. На внутрішніх боках стін використовували також червону цеглу.
По кутах фортеці були розміщені п'ять сторожових веж з бійницями: в'їзна і чотири кутові (східна − кругла, північна і південна − шестигранні, західна – напівкругла). Бійниці, які були розміщені не лише у баштах, а й у стінах, давали можливість обстрілювати ворога з усіх сторін. 
В'їзд до твердині здійснювали через підіймальний міст, що був перекинутий через штучно викопаний рів, який тягнувся вздовж всієї південної стіни. А зі сходу обороноздатність замку забезпечувалася глибоким яром, на дні якого протікав потік річки.
Найбільш уразливий і незахищений замок був із півночі але, не зважаючи на це, на той час він був одним з найбільш укріплених і пристосованих до довготривалої облоги. 

## Сучасний стан
До нашого часу замок непогано зберігся. Найкраще – північна стіна, яка не втратила своєї цілісності й первісної висоти. Зберігся навіть тиньк (штукатурка),  яка сполучає північну і східну стіни. Башта була високою і кількаярусновою. Перекриття між ярусами виконані з дерева. У стінах вежі є спеціальні місця, куди вкладали і кріпили колоди. Є також залишки самих колод. 
У доброму стані і східна частина замку. Викладена вона не тільки з каменю, а й із червоної цегли, яку використовували при перебудовах. Східна стіна дає найчіткіше уявлення про різницю рівнів поверхні землі всередині замку та довколишньої території: зовнішня сторона стіни вдвічі вища, ніж внутрішня. 
Інші стіни і вежі збереглися значно гірше і в багатьох місцях потріскалися, розсунулися або ж і зовсім розсипалися.

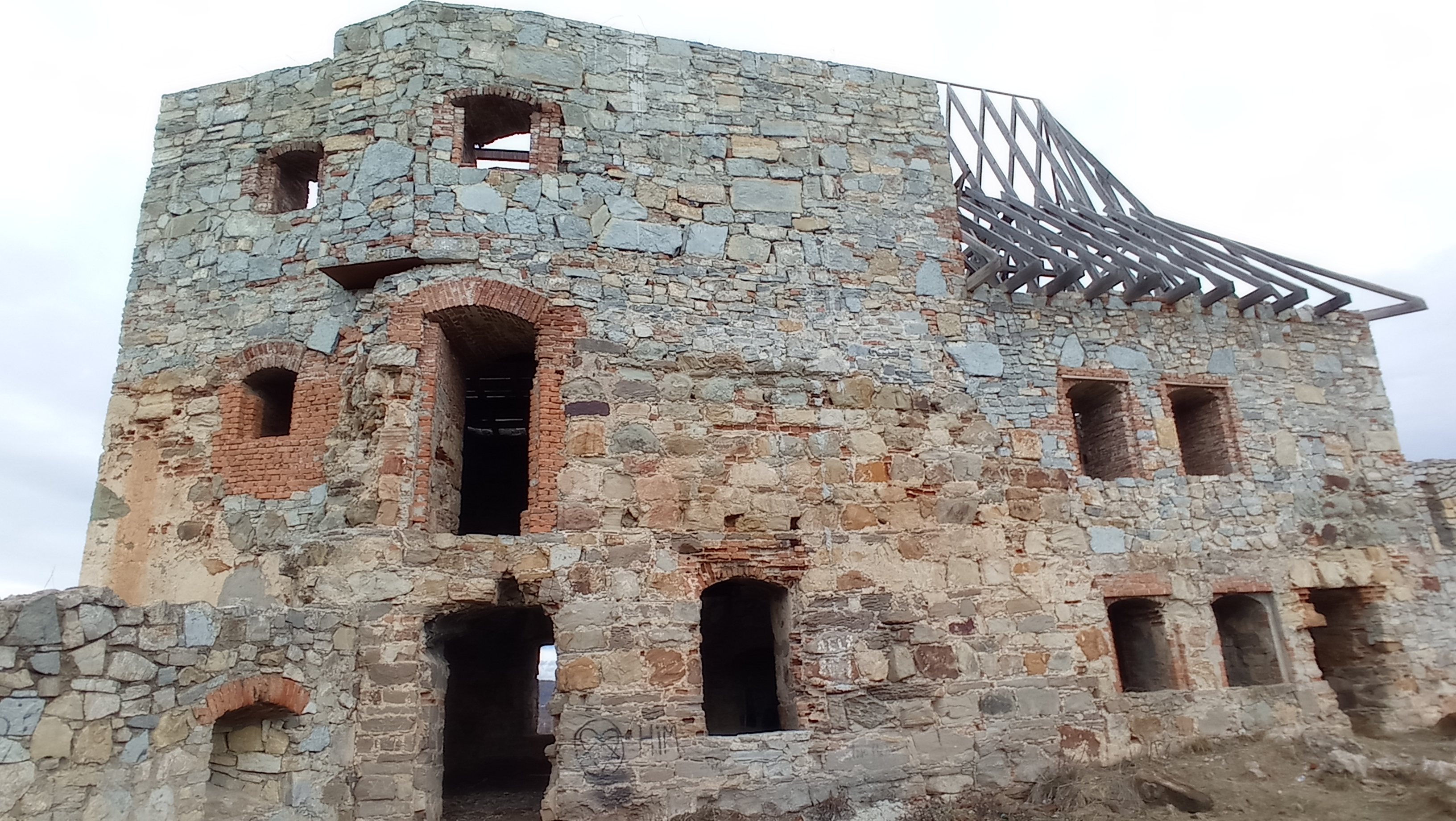
реконструкція замку

30 червня 2010 року Східна (кругла) вежа була зруйнована внаслідок повені.
У 2018 році почалася реставрація Пнівського замку. В 2020 році місцеві ГО запропонували новий проєкт.
2021 році Пнівський замок подали на європейський грантовий проєкт. Так проєктом передбачено реставраційні роботи у фортеці Пнів та фортеці Ардуд, що в Румунії.

## Галерея

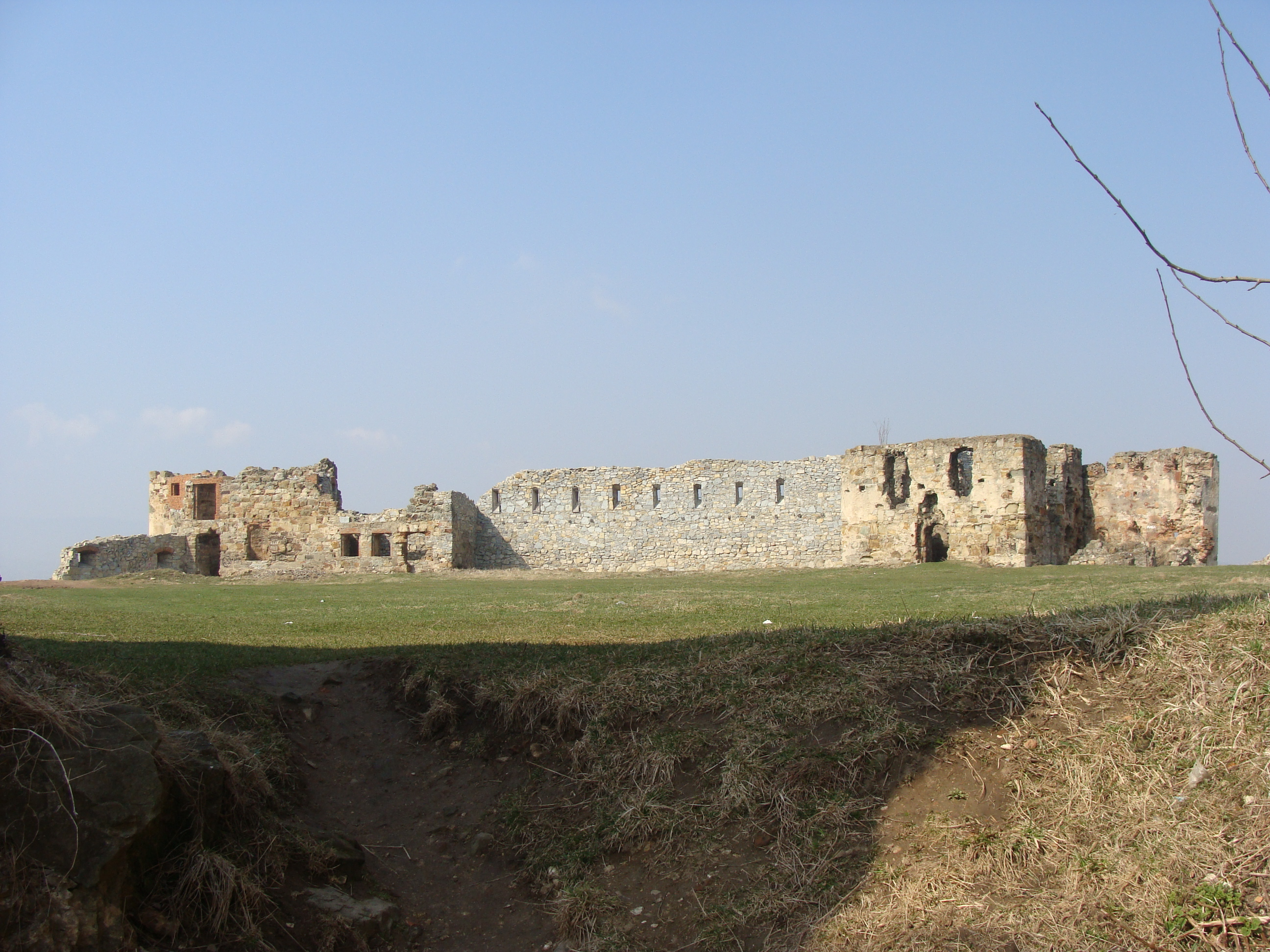
Пнівський замок 2
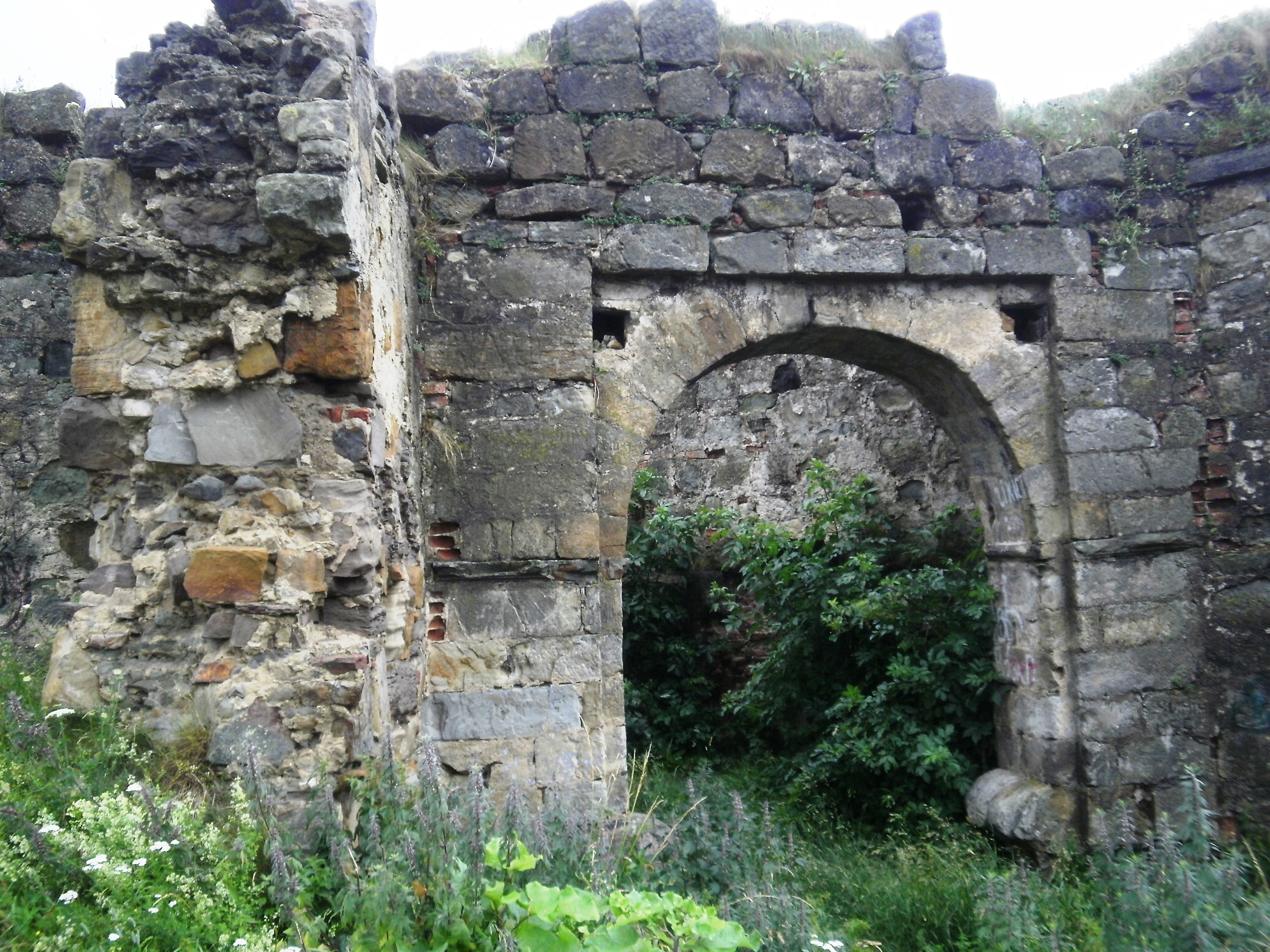
Пнівський замок (ракурс 8
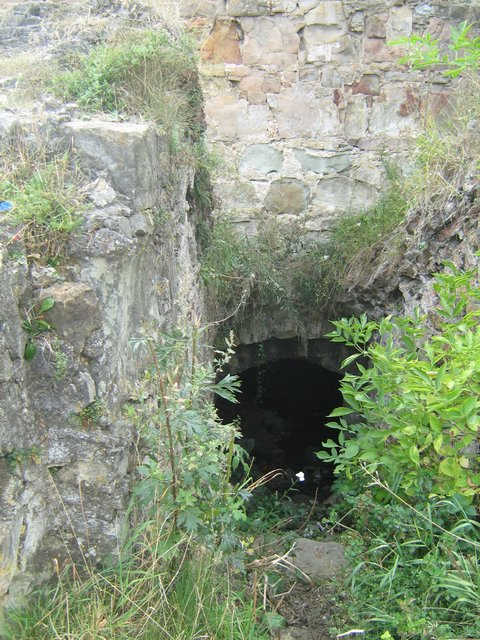
Пнівський замок (ракурс 8
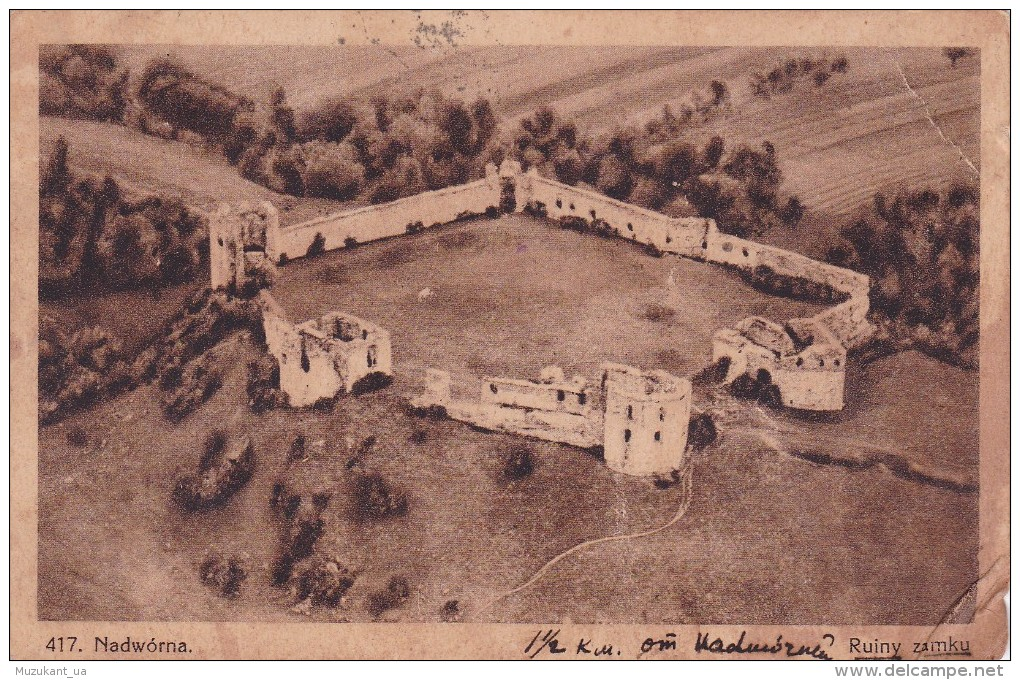
Pniv Castle, 1932